# Balázs Éva (színművész)
Balázs Éva (Székelyudvarhely, 1950. október 4. – 2025. március 20.) erdélyi magyar színésznő és előadóművész, tanár a marosvásárhelyi színiakadémián.

## Életútja
Balázs Imre tanár, humorista és Balázs Karolina könyvtáros házasságából született unitárius családban. A marosvásárhelyi Szentgyörgyi István Színművészeti Főiskolán színészi diplomát szerzett (1974). Színészi pályájára a sepsiszentgyörgyi Állami Magyar Színházban lépett. Számos jeles szerepet játszott el sikerrel.
A Ceaușescu-diktatúra legsötétebb éveiben (1980-as évek) előadóestjeivel sokat tett a magyar nyelvű kultúra megőrzéséért és terjesztéséért. Néhány előadói estje hanglemezen is megjelent. (Például: Farkas Árpád verseiből összeállított Apáink arcán című szavalóest; Anyám, anyám, édesanyám : székely népballadák előadói estje.) Markó Béla verseiből készült előadó-estjéből, Kannibál idő címmel, TV-film készült, Nagy Tibor rendezésében (Pilot stúdió, 1996), Erdélyi novellafüzér címmel, TV-film, ahol lányával, Csengelével lépett fel együtt (Tamási Áron – Szép Domokos Anna) Szőnyi G.Sándor rendezésében (Pilot studió 1999). 
1992–2000 között a marosvásárhelyi Művészeti Egyetemen tanított és előadói esteket vállalt Romániában, Magyarországon és Svájcban, előadóesteket rendezett – "Farkas Árpád emlékest", 2004, "Szaggatlak, mint a fergeteg", József Attila emlékműsor, 2005 –, majd a marosvásárhelyi Tompa Miklós Társulat tagja lett 2010-ig, nyugdíjazásáig. Művészi pályájáról Simonffy Katalin és Tomcsányi Mária készített kisfilmet 2008-ban "A játék öröme" címmel.

## Családja
Férje Csíky Csaba karnagy, orgonaművész, zeneszerző, egy leánygyermeküket – Csengelét – nevelték fel, ő is a színész pályára lépett.

## Főbb szerepeiből

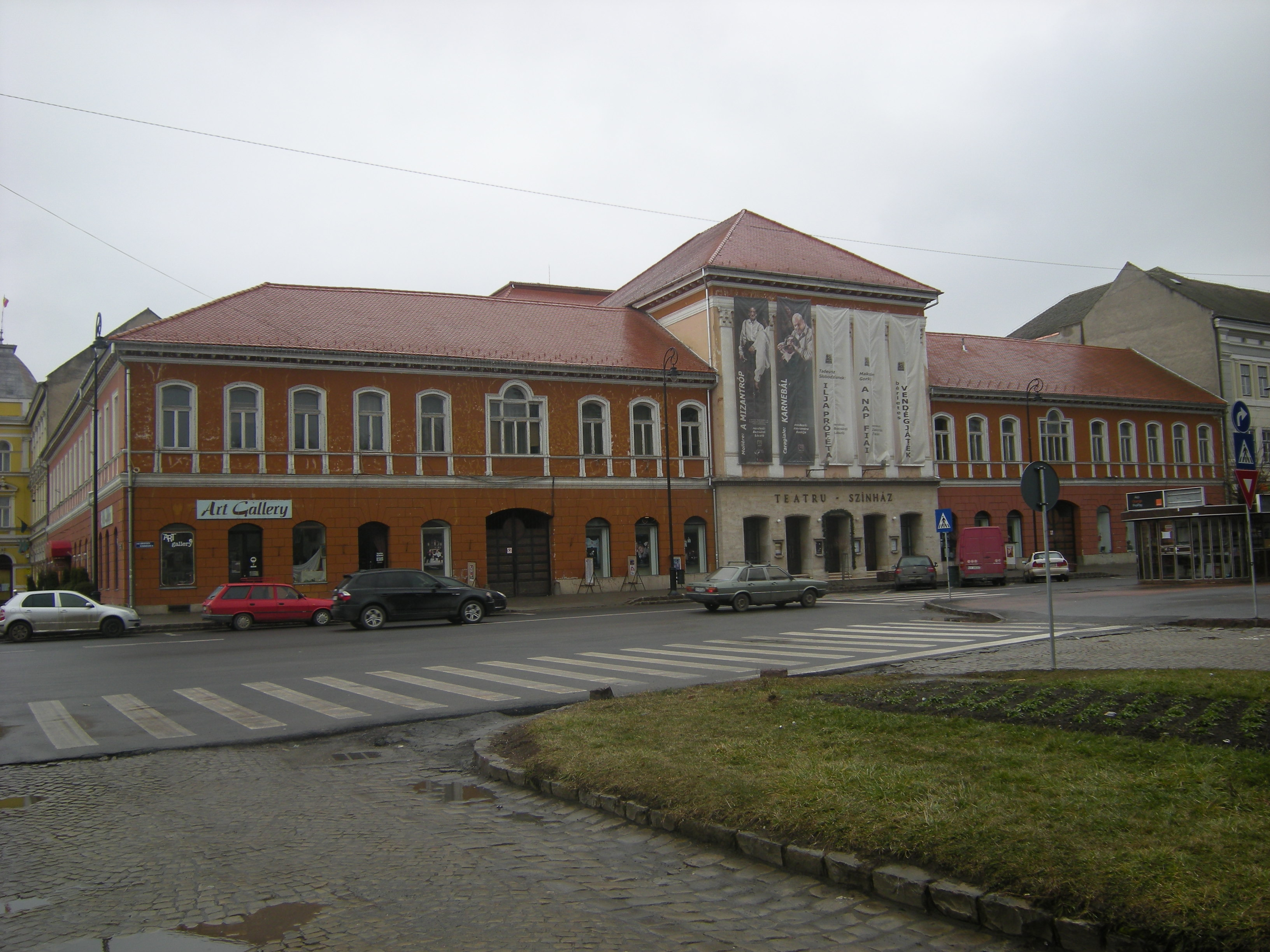
A sepsiszentgyörgyi színház, 1992 óta Tamási Áron Színház

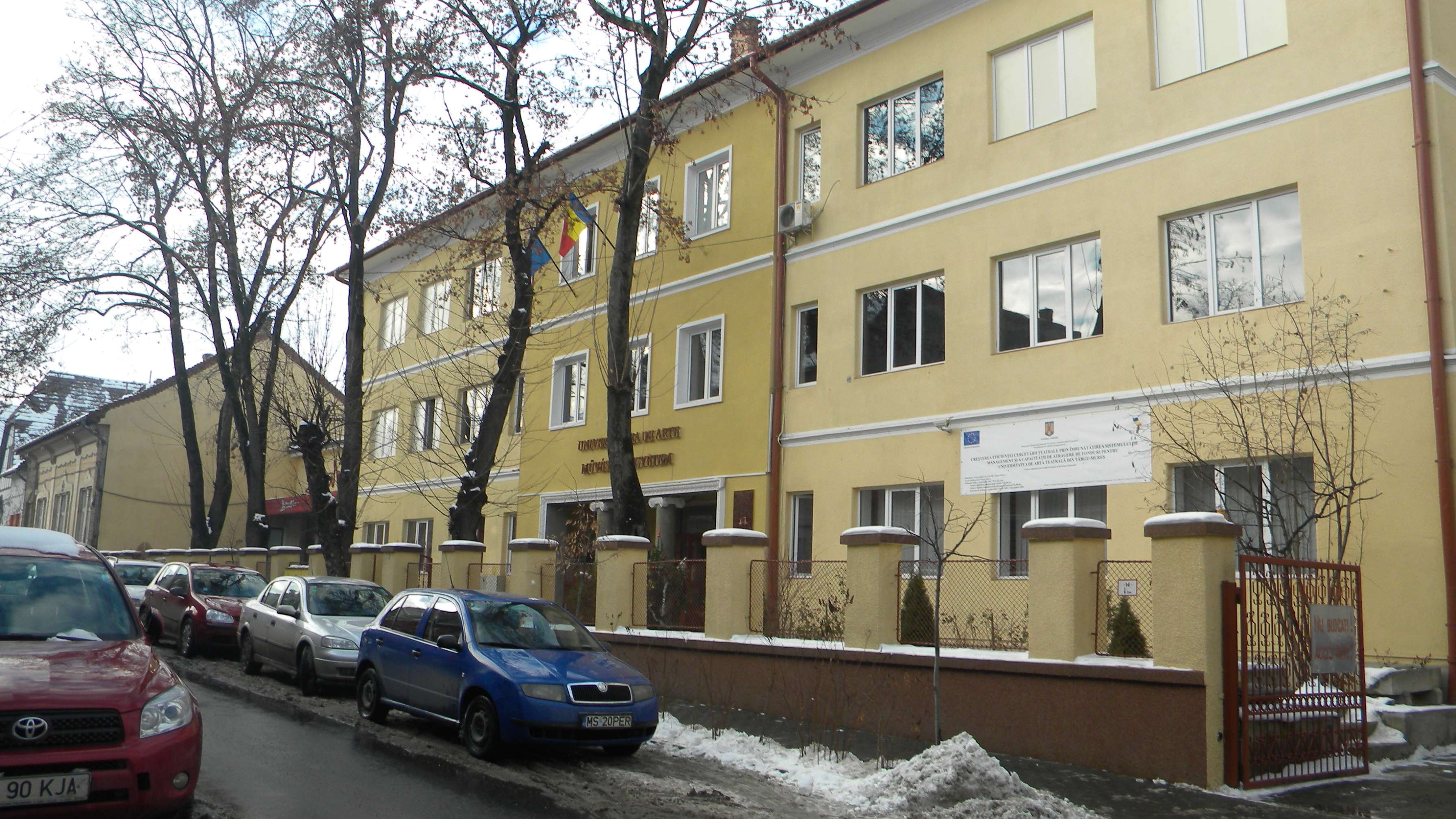
A Marosvásárhelyi Művészeti Egyetem

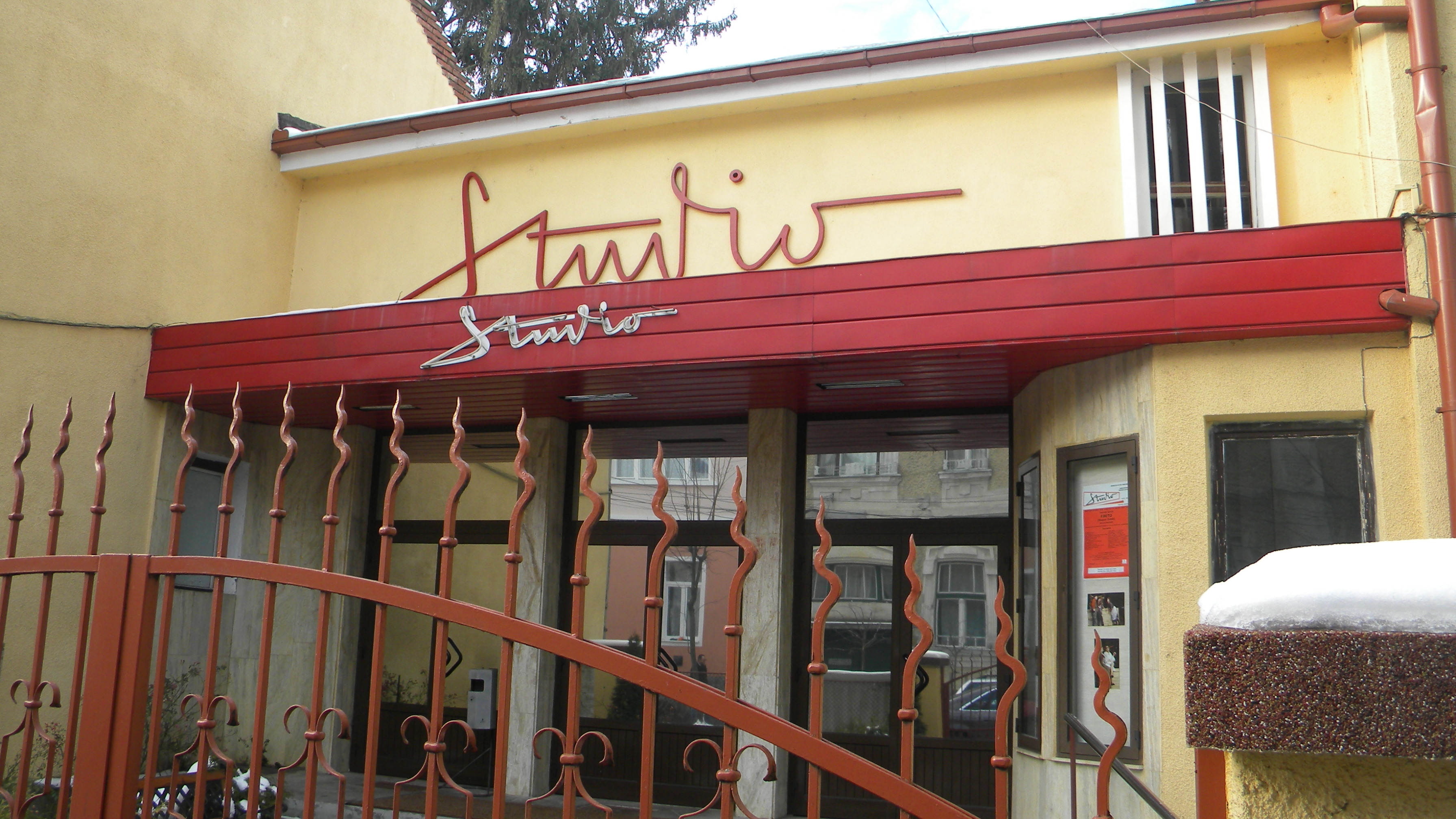
A marosvásárhelyi Stúdió bejárata

- Ilma (Vörösmarty Mihály: Csongor és Tünde)
- Veronika (Sütő András: Csillag a máglyán)
- Melinda (Katona József: Bánk bán)
- Róza (Kertész Ákos: Özvegyek)
- Arabella (Sütő: Kain és Ábel)
- Fruzsina (Molière: A fösvény
- Ráki (Benedek Elek: Többsincs királyfi)
- Báthory Anna (Móricz Zsigmond: Boszorkány)
- Judit (George Bernard Shaw: Az ördög cimborája)
- Natasa (Csehov. Három nővér)
- Anna (Sütő: Pompás Gedeon)
- Sári (Móricz Zsigmond: Sári bíró)
- Arnay (Ackburn: Nálunk, nálatok)
- Anna (Vampilov: A múlt nyáron történt)
- Máriné (Asztalos István: Fekete macska)
- Panna (Tamási: Vitéz lélek)
- Titania (Shakespeare: Szentivánéji álom)
- Mária (Erdmann : Az öngyilkos)
- Anya (Fejes Endre : Jó estét nyár, jó estét szerelem)
- Tinka (Mikszáth Kálmán: A Noszty fiú esete Tóth Marival)
- Kalazanczia (Jókai Mór: Bolondok grófja)
- Feleség (Ruzante: A csapodár madárka)[3]
- Feleség (Schöfner: Hit és szülőföld)
- Gabi (R. Thomas: A nyolc nő)
- Feleség (Sylvester Lajos: Gyanú)
- Orbánné (Örkény István: Macskajáték)
- Özvegy (A makrancos hölgy avagy A hárpia megzabolázása, 2011)
- Pepi néni (Móricz: Nem élhetek muzsikaszó nélkül, 2011)
- Özvegy Bátkyné (Molter Károly: Tank. 2014)
- Öreg hölgy (Görgey Gábor: Wiener Walzer 2017)
- Gizi (Láng Zsolt: Sminkszoba, ősbemutató 2017)

## Díjak, elismerések (válogatás)
- Országos II. díj (1981)
- Országos III. díj (1983)
- A kultúra szabadságáért díj (1992)
- Határon Túli Színházak Fesztiváljának Közönségdíja (Kisvárda, 1992)
- Hódmezővásárhely tiszteletbeli polgára (2005)
- Poór Lili-díj, EMKE, 2007[4]
- Maszk-díj, Székely Színház Egyesület, 2009